# 芦奈野ひとし
芦奈野 ひとし（あしなの ひとし、1963年4月25日 - ）は、日本の漫画家。神奈川県横須賀市出身。
1994年にアフタヌーン四季賞春のコンテストで四季賞を受賞した『ヨコハマ買い出し紀行』が連載化してデビューし、代表作となった。

## 略歴
- 1994年（平成6年） - 『ヨコハマ買い出し紀行』でアフタヌーン四季賞春のコンテスト四季賞を受賞[1]、「月刊アフタヌーン」で連載が始まる。
- 1998年（平成10年） - 『ヨコハマ買い出し紀行』がOVA化される。
- 2000年（平成12年） - 『ヨコハマ買い出し紀行』が第24回講談社漫画賞一般部門の候補作となる。
- 2002年（平成14年） - 『ヨコハマ買い出し紀行』が再びOVA化される。
- 2006年（平成18年） - 『ヨコハマ買い出し紀行』連載終了。
- 2007年（平成19年） - 7月、「月刊アフタヌーン」で『カブのイサキ』の連載が始まる。9月、『ヨコハマ買い出し紀行』が第38回星雲賞コミック部門を受賞[2]。
- 2012年（平成24年） - 『カブのイサキ』連載終了。
- 2014年（平成26年） - 「月刊アフタヌーン」で『コトノバドライブ』の連載が始まる。
- 2017年（平成29年） - 『コトノバドライブ』連載終了。

## 作風
スクリーントーンと斜線で陰影を表現したシンプルな画面と、ノスタルジックでのんびりしつつも少し不思議な物語、セリフの少ない独特の間のとりかたを特徴とする。

## 作品リスト

### 漫画作品
- ヨコハマ買い出し紀行（1994年 - 2006年、月刊アフタヌーン、講談社。単行本 全14巻、1995年 - 2006年、アフタヌーンKC　新装版 全10巻、2009年 - 2010年、アフタヌーンKC)
- PositioN（1999年 - 2002年、アフタヌーンシーズン増刊、講談社）
- 峠（月刊アフタヌーン、2006年7月号　※『ヨコハマ買い出し紀行』新装版 第10巻に収録）
- Trbo Type S（2006年、えの素トリビュート、講談社）
- くまばちのこと（月刊アフタヌーン、2007年2月号）
- カブのイサキ（2007年 - 2012年、月刊アフタヌーン、講談社。単行本 全6巻、2008年 - 2013年、アフタヌーンKC）
- コトノバドライブ（2014年 - 2017年、月刊アフタヌーン、講談社。単行本 全4巻）

### 画集・その他
- ヨコハマ買い出し紀行－ポストカードブック（1997年、講談社）
- ヨコハマ買い出し紀行－芦奈野ひとし画集（2003年、講談社）
- ヨコハマ買い出し紀行－芦奈野ひとし画集（2024年、復刊ドットコム）

### イラスト
- トリビュート to 宙のまにまに 草間望&羽鳥晴子（2009年、月刊アフタヌーン） - 2009年8月号に掲載。柏原麻実作の漫画作品『宙のまにまに』を題材にしたイラスト作品。

### インタビュー
- ヨコハマ買い出し紀行－ラジオドラマCD化記念（ぱふ、雑草社 1996年3月号）
- ヨコハマ買い出し紀行－OVA化記念（ぱふ、1998年7月号）
- 迷いに行きますので－芦奈野ひとし（アウトライダー、ミリオン出版　2002年1月号）
- カラーイラストテクニック－芦奈野ひとし（ぱふ、2003年2月号）

## 関連人物
鶴田謙二
デビュー当時は鶴田謙二のような漫画家を目指したいと語っており、大きな影響を受けている。